# Stora Ärsjön
Stora Ärsjön är en sjö i Varbergs kommun i Halland och ingår i Viskans huvudavrinningsområde. Sjön är 20,4 meter djup, har en yta på 0,183 kvadratkilometer och befinner sig 91,6 meter över havet. Vid provfiske har abborre, mört, sarv och öring fångats i sjön.

## Delavrinningsområde
Stora Ärsjön ingår i det delavrinningsområde (635771-129456) som SMHI kallar för Mynnar i Viskan. Medelhöjden är 103 meter över havet och ytan är 7,8 kvadratkilometer. Det finns inga avrinningsområden uppströms utan avrinningsområdet är högsta punkten. Albäcken som avvattnar avrinningsområdet har biflödesordning 2, vilket innebär att vattnet flödar genom totalt 2 vattendrag innan det når havet efter 16 kilometer. Avrinningsområdet består mestadels av skog (89 %). Avrinningsområdet har 0,53 kvadratkilometer vattenytor vilket ger det en sjöprocent på 6,8 %.